# Petróc (Szlovákia)
Petróc (szlovákul: Petrovce nad Laborcom) község Szlovákiában, a Kassai kerület Nagymihályi járásában.

## Fekvése
Nagymihálytól 4 km-re északnyugatra, a Laborc jobb partján fekszik.

## Története
1254-ben IV. Béla királynak abban az oklevelében említik először, melyben a lesznai birtokot Náta fia Györgynek adja. Az oklevél Petrócot a szomszédos települések között sorolja fel. Ezután Petróc az oklevelekben „Petroch”, „Petrouch”, „Petrowch” alakban szerepel. 1374-ben a faluban már egy Szűz Mária tiszteletére szentelt kőtemplom is állt, amely azonban ekkor még nem volt befejezve. Ezen kívül még két malom, valamint 13 háztartás és 9 lakatlan jobbágytelek volt a településen. A 15. század második felében és a 16. század elején a lakosság száma csökkent. 1567-ben, 1570-ben és 1582-ben a falu a bírón kívül csak két porta után adózott. A reformáció idején a falu temploma a nagymihályi kálvinista lelkészség filiája volt. 1600-ban csak 8 lakott ház állt a faluban. 1610-ben jobbágyai a zsellérekkel együtt 8 és fél porta után adóztak. 1635-ben csak 4 portával adózott a falu. Templomát legkésőbb a 17. század végén visszavették a katolikusok. A 17. század végén és a 18. század elején a település majdnem elnéptelenedett. 1715 után Ung és Zemplén vármegyék területéről érkezett jobbágyokkal telepítették be. Lakói mezőgazdasággal, halászattal, szőlőtermesztéssel, sószállítással foglalkoztak. 1715-ben 5, 1720-ban 8 adózó háztartása volt. Az 1749-es egyházi vizitáció említi, hogy a településen Nepomuki Szent János tiszteletére szentelt templom áll.
A 18. század végén Vályi András így ír róla: „PETRÓCZ. Tót falu Zemplén Vármegyében, földes Ura Gróf Sztáray Uraság, lakosai katolikusok, és ó hitüek, fekszik Nátafalvához 2/4, Topolyánhoz 1/4 órányira, határja három nyomásbéli, búzát, és kukoritzát terem, fája van, piatza Nagy Mihályon.”
Fényes Elek 1851-ben kiadott geográfiai szótárában így ír a faluról: „Petrócz, tót-orosz falu, Zemplén vmegyében, Nagy-Mihály filial., 222 romai, 1215 görög kath., 15 zsidó lak., 313 hold szántófölddel. F. u. gr. Sztáray. Ut. p. Nagy-Mihály.”
1869-ben 708 lakos élt a településen.
Borovszky Samu monográfiasorozatának Zemplén vármegyét tárgyaló része szerint: „Petrócz, Ung vármegye határán fekvő tót kisközség, melyben 131 ház és 718, nagyobb részben gör. kath. lakos van, de csak a római katholikusoknak van templomuk, mely legújabban épült. Postája, távírója és vasúti állomása Nátafalva. E község a Sztárayak őseinek, a Nagymihályi családnak egy, az egri káptalantól kiadott 1335-iki határjáró levelében szerepel. 1419-ben a Nagymihályiak mellett a Tibaiak is említve vannak. 1473-ban a Nátafalussiak Mátyás királytól új adományt kapnak. 1494-ben Erdődi Bakócz Miklós a földesura, 1548-ban pedig Erdődy Pétert iktatják némely részeibe. Az 1598-iki összeírás Nagymihályi János özvegyét, Szentiványi Zsigmondot, Vinnay Kristófot, Paczoth Ferenczet, Pethő Gáspárt és Eödönffy Kristófot említi. 1602-ben Nagymihályi Eödönffy Kristófot újabb részekbe iktatják. 1747-ben Draveczky Lászlót is birtokba vezetik, de az újabb korban a gróf Sztárayak az urai. Most is gróf Sztáray Sándornak van itt nagyobb birtoka. 1663-ban ezt a falut sem kímélte meg a pestis. Ide tartozik Osztás-tanya.”
1920-ig Zemplén vármegye Nagymihályi járásához tartozott.

## Népessége
| Év:            | 1994. | 2004.   | 2014.   | 2024.    |
| -------------- | ----- | ------- | ------- | -------- |
| Emberek száma: | 887   | 966     | 1018    | 1128     |
| Eltérés:       |       | +8,90 % | +5,38 % | +10,80 % |

| Év:            | 2023. | 2024.   |
| -------------- | ----- | ------- |
| Emberek száma: | 1107  | 1128    |
| Eltérés:       |       | +1,89 % |

1910-ben 653-an, többségében szlovák anyanyelvűek lakták, jelentős magyar kisebbséggel.
2001-ben 933 lakosából 758 szlovák és 165 cigány volt.
2011-ben 996 lakosából 942 szlovák volt.

## Nevezetességei
A Szentháromság tiszteletére szentelt, római katolikus temploma a 20. században épült.